# Congorama
Ne doit pas être confondu avec Conforama.
Pour plus de détails, voir Fiche technique et Distribution.
 Congorama  est un long métrage de Philippe Falardeau, sorti en 2006. Le film est une coproduction du Québec, de la Belgique et de la France.

## Synopsis
Michel est un inventeur belge. Fils d’un écrivain paralysé dont il s’occupe, marié à une Congolaise et père d’un enfant noir à qui il assure que coule dans ses veines le même sang que dans les veines de son père, il apprend à 41 ans qu’il est adopté. Il est né dans une grange au Québec à Sainte-Cécile. À l’été 2000, Michel voyage au Québec pour y vendre une de ses inventions et se rend à Sainte-Cécile. Dans sa quête improbable d’une filiation sans trace apparente, il croise un homme au volant d’une voiture électrique hybride. Ils ont un accident qui changera leur vie.

## Fiche technique
- Titre original : Congorama
- Réalisation : Philippe Falardeau
- Scénario : Philippe Falardeau
- Musique : Jarby McCoy
- Direction artistique : Jean Babin
- Décors : Michèle Forest (Canada), Igor Gabriel (Europe)
- Costumes : Sophie Lefebvre
- Maquillage : Fabienne Gervais (Canada), Marie-Anne Hum (Europe)
- Coiffure : Daniel Jacob (Canada), Frank Van Wolleghem (Europe)
- Photographie : André Turpin
- Son : Laurent Benaïm, Sylvain Bellemare, Dominique Dalmasso
- Montage : Frédérique Broos
- Production : Luc Déry, Kim McCraw, Joseph Rouschop et Éric Tavitian
- Sociétés de production : micro_scope, Tarantula
- Sociétés de distribution : Christal Films, Les Films Séville
- Budget : 5 millions de dollars[1]
- Pays de production :  Canada,  Belgique,  France
- Langue originale : français
- Format : couleur — 35 mm — format d'image : 1,85:1 — son Dolby numérique
- Genre : comédie dramatique
- Durée : 105 minutes
- Dates de sortie :
  - France : 25 mai 2006 (première mondiale - Festival de Cannes 2006)
  - Canada : 11 septembre 2006  (Festival international du film de Toronto (TIFF))
  - Canada : 18 octobre 2006  (film d'ouverture du Festival du nouveau cinéma de Montréal au cinéma Impérial)
  - Canada : 20 octobre 2006 (sortie en salle au Québec)
  - France : 22 novembre 2006  (Semaine du cinéma du Québec à Paris)
  - France : 17 janvier 2007 (sortie en salle en France)
  - Belgique : 17 janvier 2007 (sortie en salle en Belgique)
  - Canada : 17 avril 2007  (DVD)

## Distribution
- Olivier Gourmet : Michel Roy
- Paul Ahmarani : Louis Legros
- Claudia Tagbo : Alice Roy
- Jean-Pierre Cassel : Hervé Roy
- Arnaud Mouithys : Jules Roy
- Lorraine Pintal : Lucie, la serveuse
- Gabriel Arcand : le curé
- Guy Pion : Collignon
- Marie Brassard : Madeleine Longsdale
- Janine Sutto : Sœur Lafrance
- Henri Chassé : ministre de l’Énergie
- Jules Philip : homme à Alcove
- Mireille Bailly : avocate
- Carlo Ferrante : animateur télé
- Jean-Luc Couchard : journaliste
- Brigitte Poupart : douanière
- Frédéric Dompière : agent de bord
- Olivia Le Clercq : instructrice de tennis
- Richard Kistabish : Robert
- Carmen Blain : animatrice country
- Jacques Neef : ophtalmologiste
- Benoît Rousseau : chauffeur remorqueuse
- Geoffrey Gaquere : médecin
- Jacques Hébert : homme au ministère
- Sylvain Scott : inspecteur de police
- Giuseppe Venturelli : Sylvio Legros - l'homme à la tache
- Aaron Mac Devitt : Amérindien
- Ange Mouithys : narrateur congolais